# Näsets kvarn

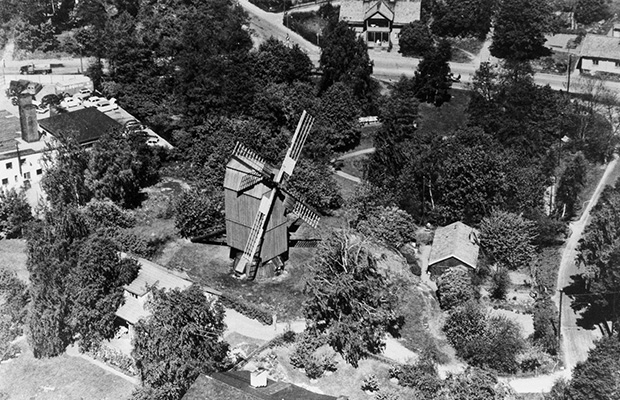
Näsets kvarn,1959.

Näsets kvarn (även kallad Lidingö Väderkvarn och Hersby kvarn) är en av två kvarvarande väderkvarnar på Lidingö, belägen vid Kvarnvägen nära Kyrkviken och Lidingö kyrka. Den andra bevarade kvarnen är Bo kvarn från 1816. På 1840-talet hade Lidingö sju väderkvarnar.

## Historik

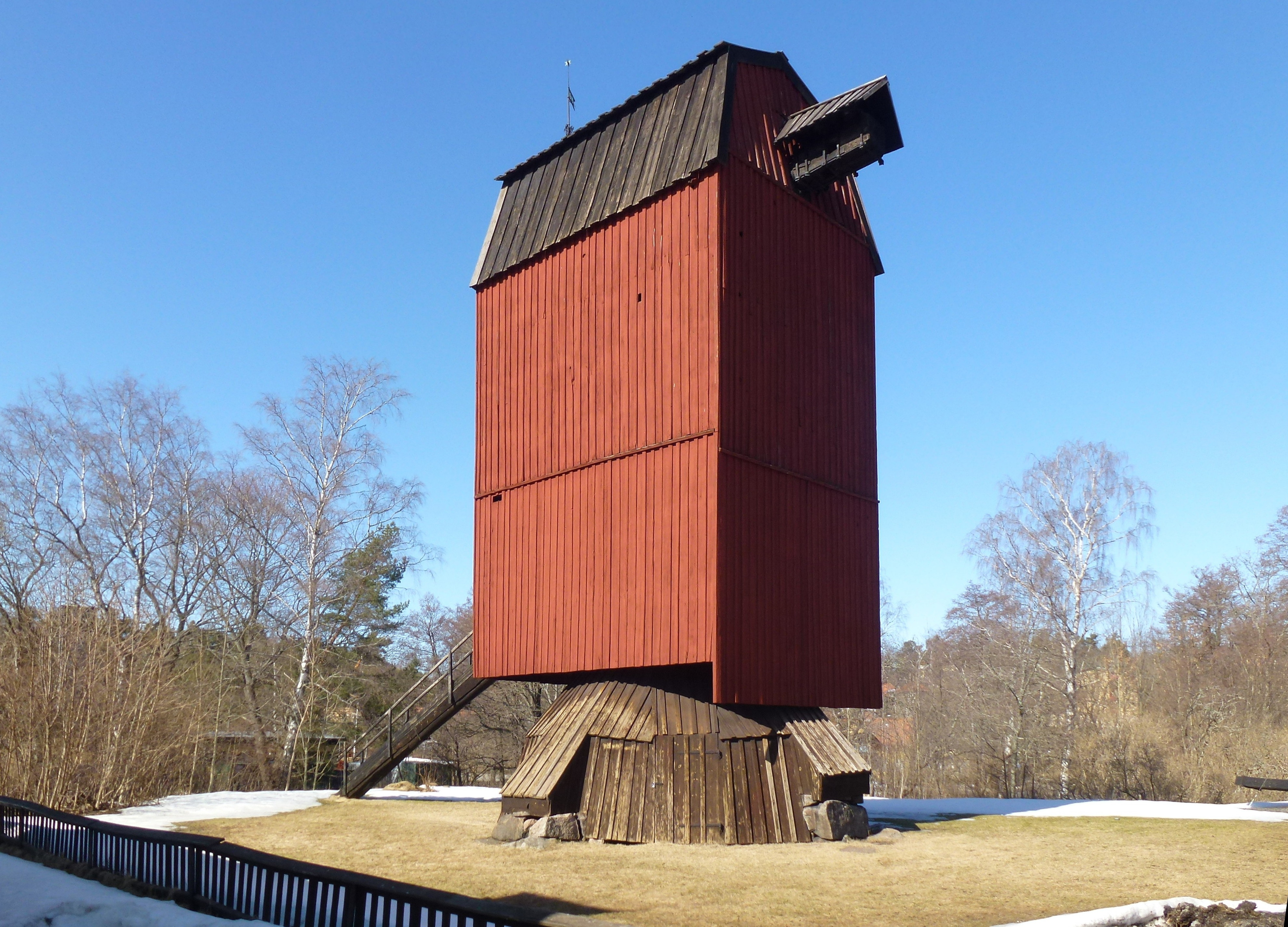
Näsets kvarn, april 2013.

Näsets kvarn fanns ursprungligen på Södermalm i Stockholm. Enligt den muntliga traditionen flyttades den år 1843 eller 1845 (enligt vindflöjeln) till sin nuvarande plats, som då tillhörde Hersby gård. På sin ursprungliga plats på Södermalm kallades den i folkmun för ”Kodön”, då en av dess vingar en gång slagit ihjäl en ko.
Näsets kvarn är en så kallad stolpkvarn, som innebär att hela kvarnhuset kan vridas till rätt vindriktning. Kvarnen malde säd till mjöl, en kvarnsten finns kvar utanför byggnaden. Många andra kvarnar användes för att såga (sågkvarn), att pressa olja (oljekvarn) eller stampa (stampkvarn), alltså stampa växter som lin och hampa för tillverkning av rep och segel. År 1932 räddades kvarnen från rivning genom Lidingö Hembygdsföreningens initiativ, som då fick kvanen i gåva. År 1944 förvärvades kvarnen av Lidingö stad. År 1977 uppsattes nya vingar som dock idag är nerplockade, en vinge återfinns på marken som exempel. Maskineriet fungerar dock alltjämt.
Nedanför kvarnen existerar även den gamla kvarnstugan, som var mjölnarens bostad. Det är en låg, timrad stuga från 1800-talets mitt, som innehåller förstuga, kök och kammare.

## Bilder

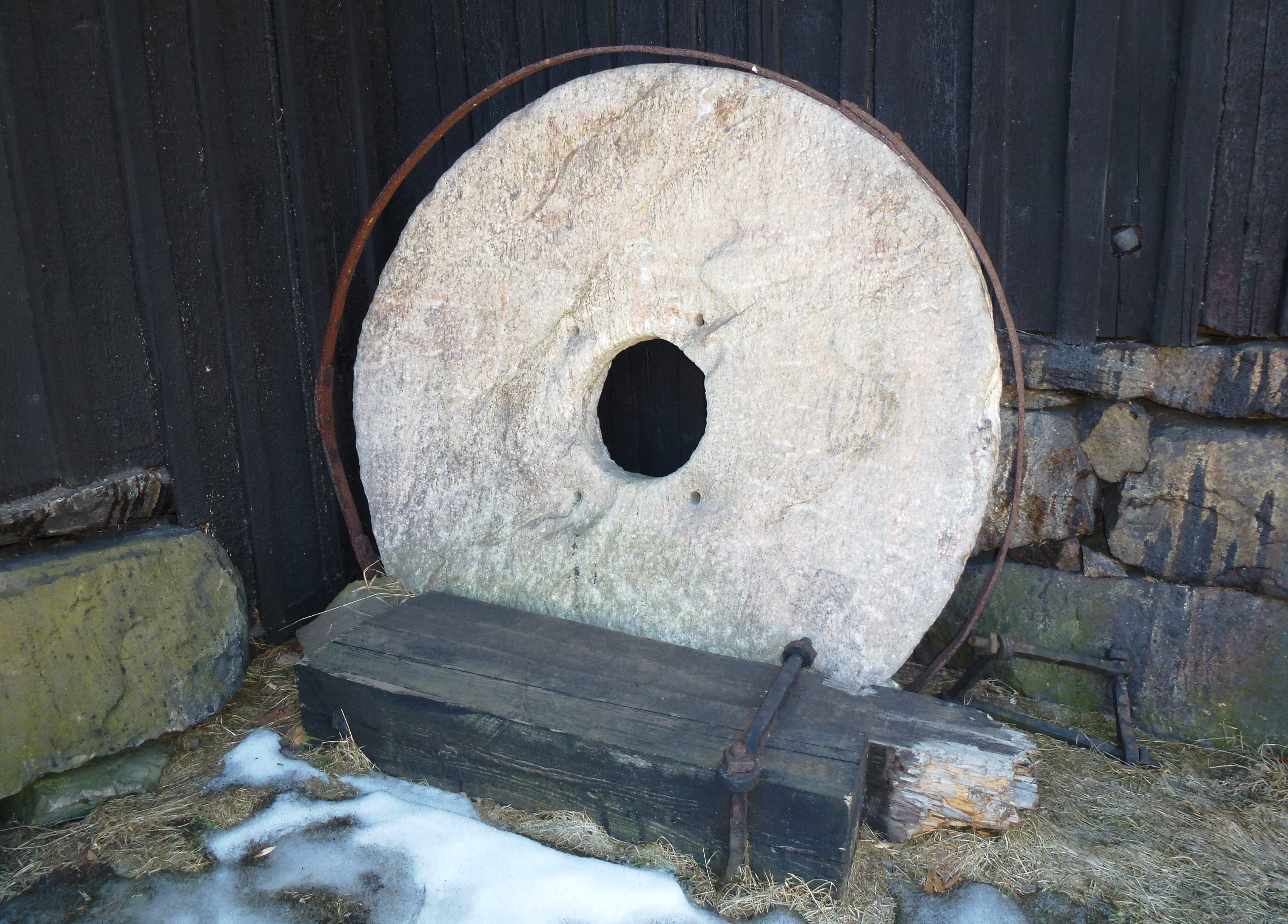
Kvarnsten
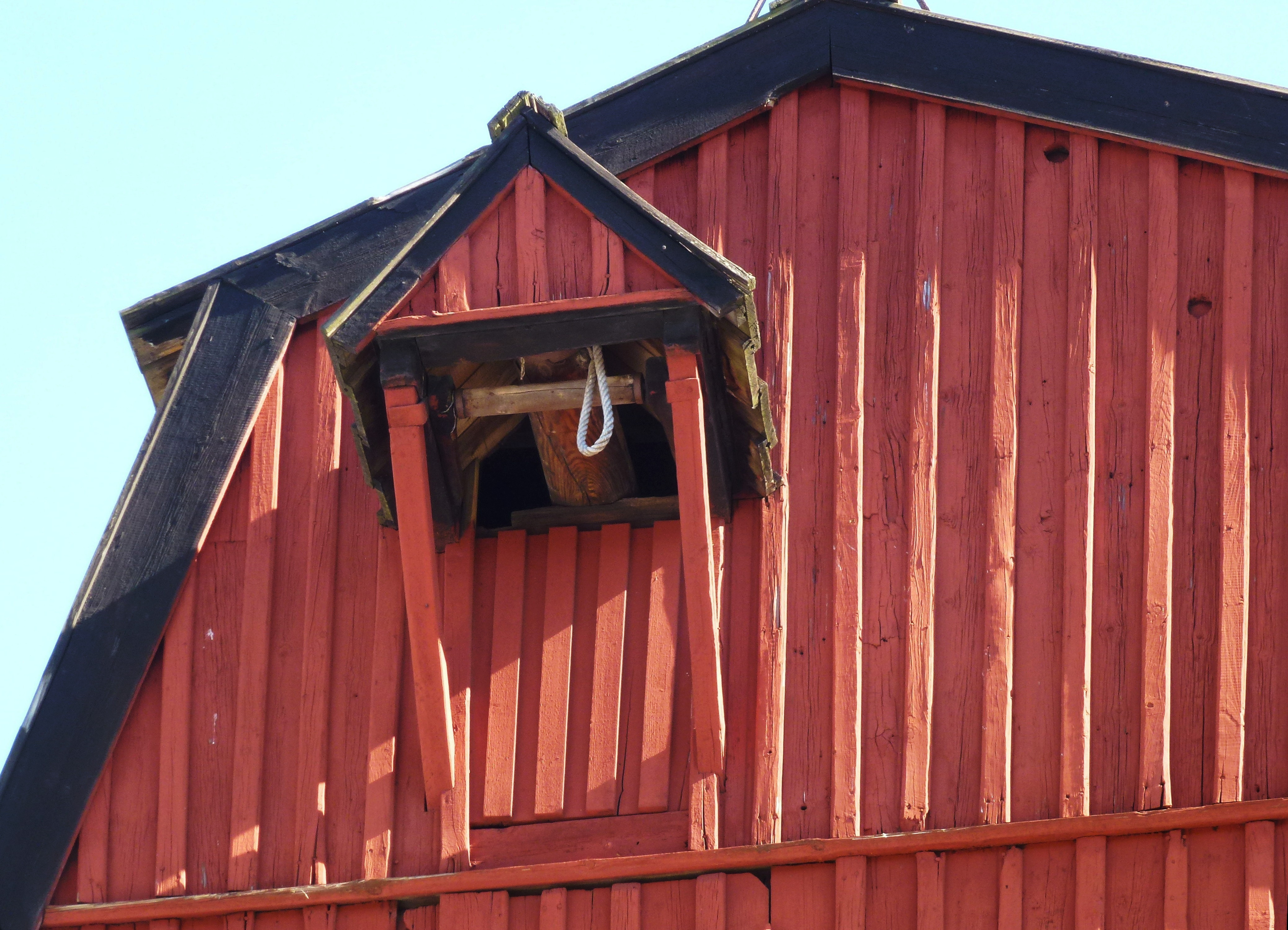
Spel för mjölsäckar
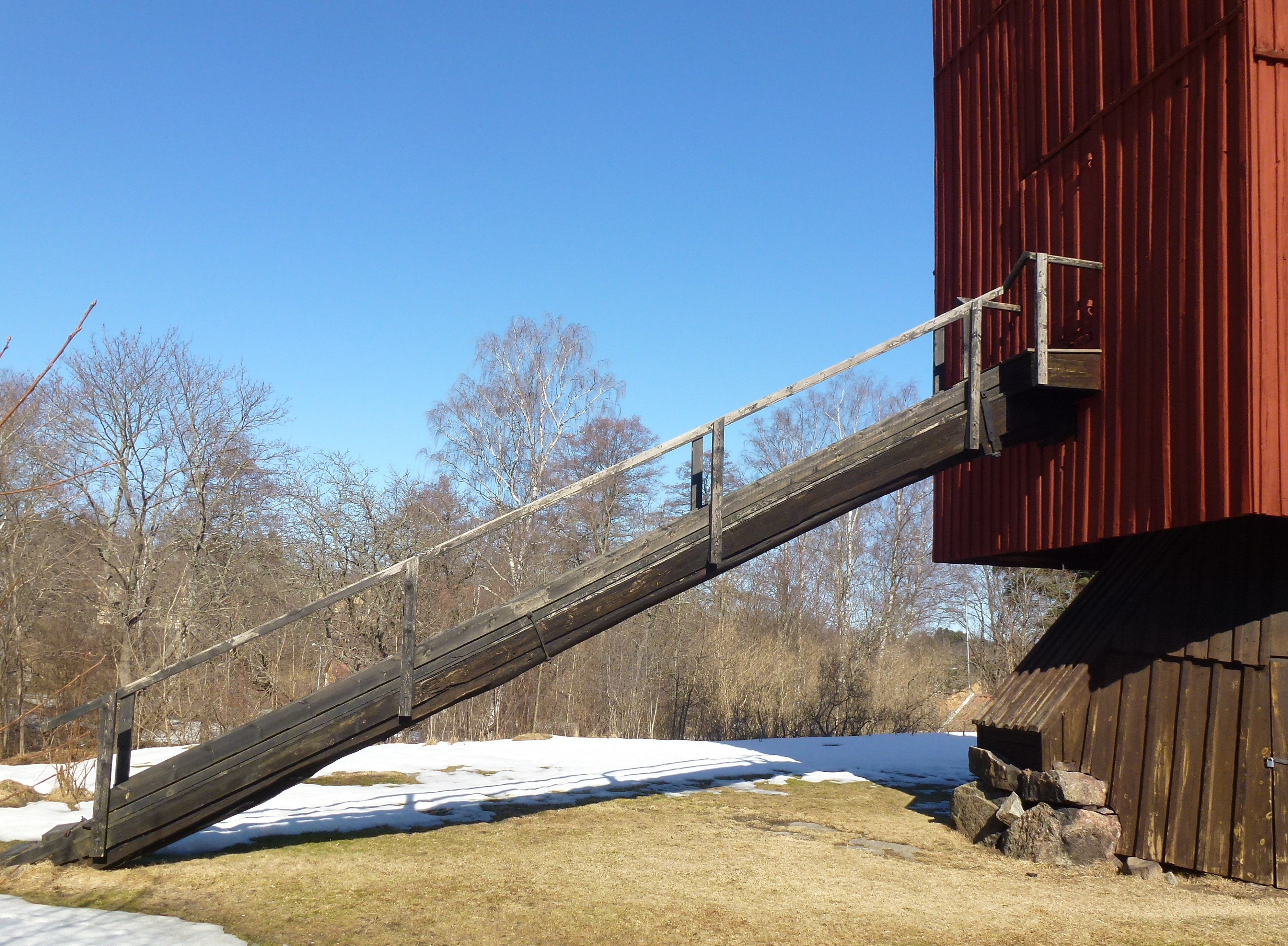
Kvarnhästen
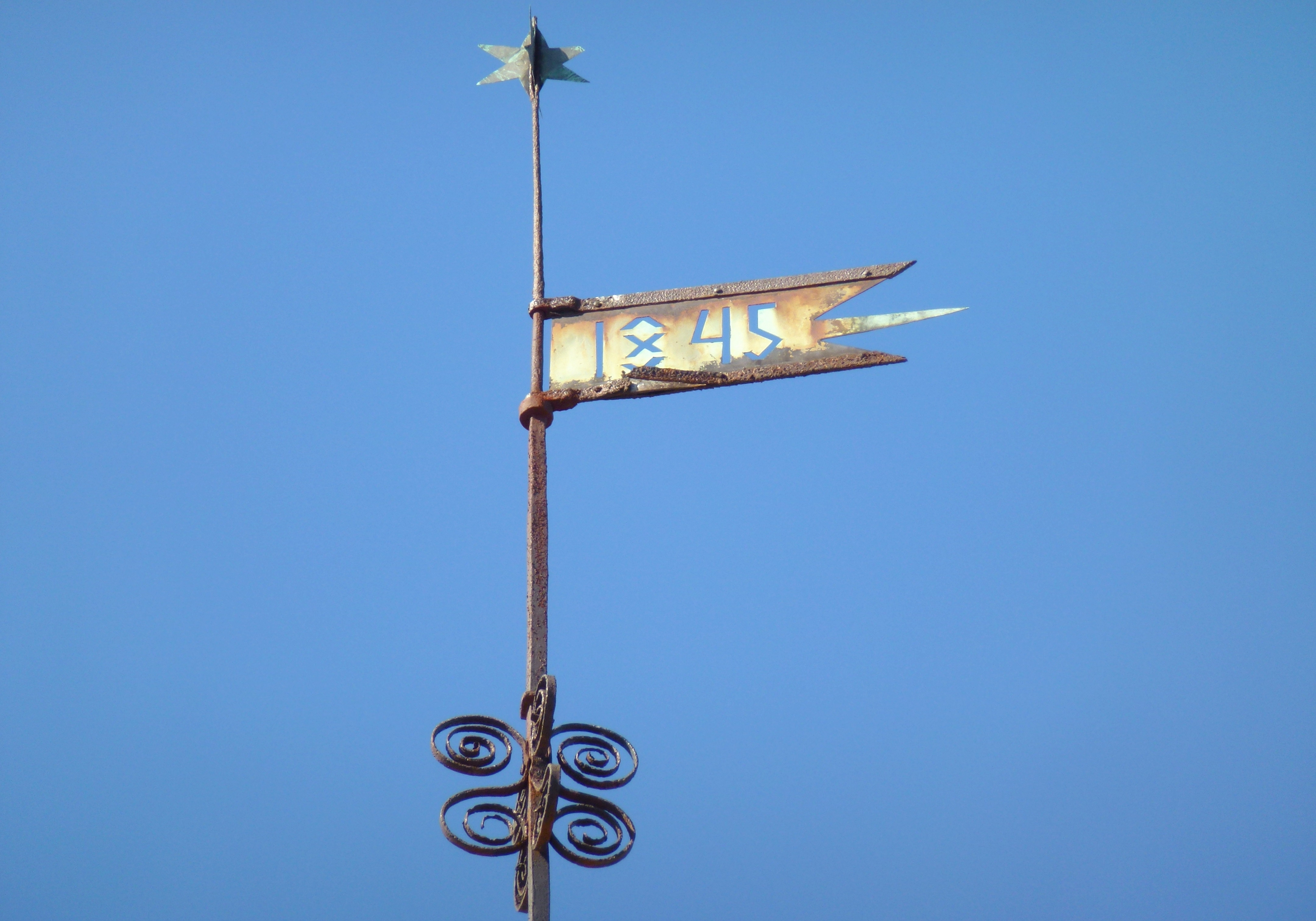
Vindflöjeln "1845".
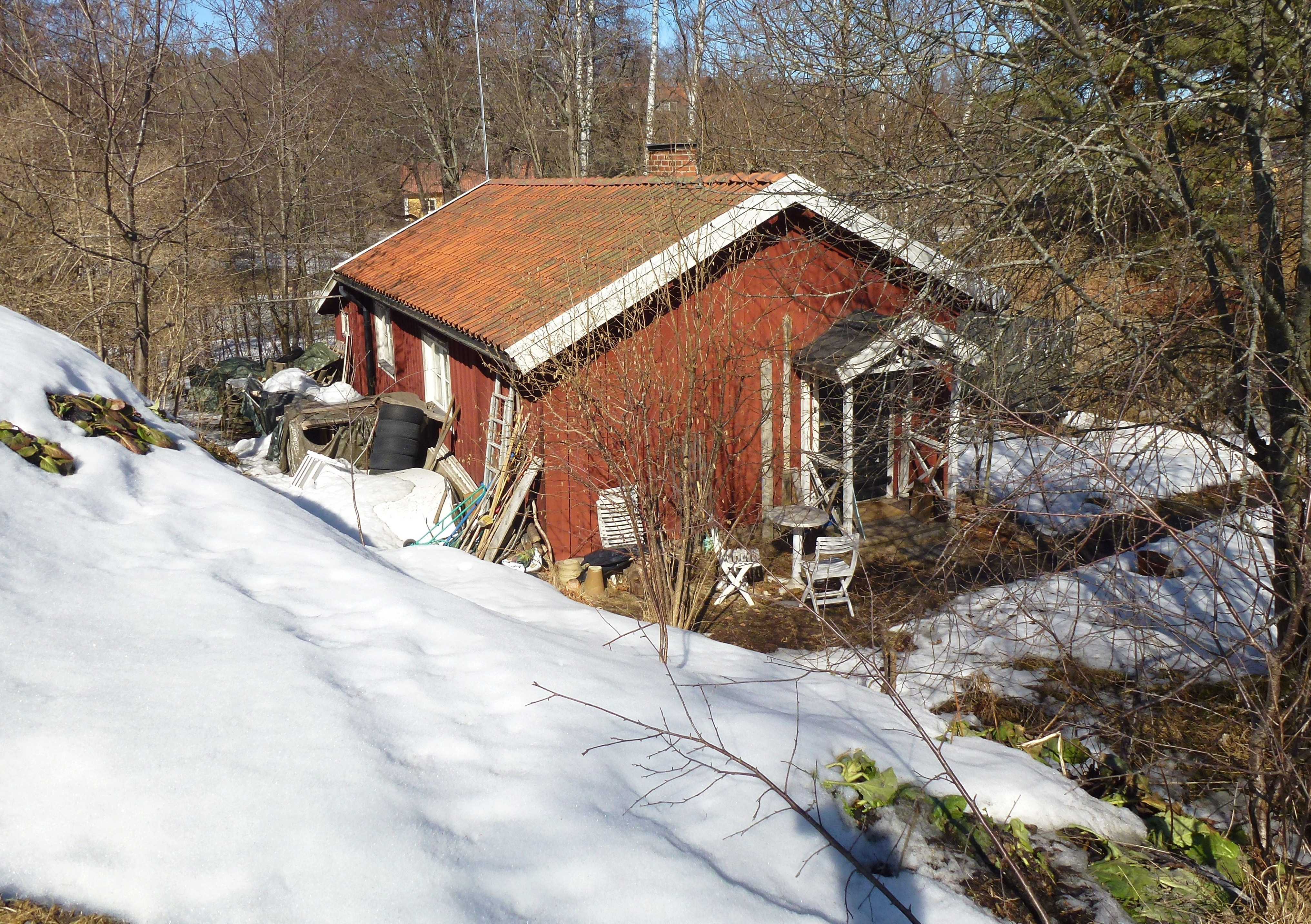
Mjölnarbostaden